# Helhesten
Helhesten (på danska: Helveteshästen) var en dansk konsttidskrift som kom ut 1941–1944, i sex enkelnummer och tre dubbelnummer, med arkitekten Robert Dahlmann Olsen som redaktör. Den drevs av unga konstnärer och forskare som ville skapa en avantgardetidskrift för bildkonst, teater, film och musik. Många artiklar författades av unga abstrakta målare knutna till Høstudstilingen, bland andra Asger Jorn, Ejler Bille, Henry Heerup, Else Alfelt och Carl-Henning Pedersen varför detta ämne fick stort utrymme i tidningen. Flera konstnärer som publicerade sig i Helhesten utgjorde senare grunden för Cobragruppen.